# Cmentarz wojenny w Chodlu
Cmentarz wojenny w Chodlu – cmentarz z okresu I wojny światowej znajdujący się w powiecie opolskim, w gminie Chodel. Cmentarz usytuowany jest na południe od wsi kilkadziesiąt metrów od drogi na Godów, na niewielkim wzgórzu. Ma kształt prostokąta o powierzchni około 1700 m² o wymiarach 51 na 34 m. Teren cmentarza otoczony jest rowem i wałem ziemnym szerokość 4 m. W ewidencji austro-węgierskiej występuje jako Soldatenfriedhof nr 165 Chodel. Znajduje się na nim 6 mogił zbiorowych (płaskich o wymiarach około 13 na 2 m), oraz duży kopiec pierwotnie o podstawie kwadratu o boku 13,5 m i wysokości 6 m. Na kopcu znajduje się metalowy krzyż, postawiony w latach 90. Kopiec zachowany w dobrym stanie, porośnięty dziką trawą. Cmentarz porośnięty dziko rosnącymi krzewami i drzewami.
We wrześniu 2024 na terenie cmentarza odbyła się uroczystość odsłonięcia tablicy pamiątkowej, poświęconej generałowi Tadeuszowi Jordanowi Rozwadowskiemu. Tadeusz Rozwadowski walczył w tej okolicy podczas I wojny światowej. Dowodził oddziałami austriackimi, które zapobiegły koncentracji wojsk rosyjskich w czasie walk między Borowem a Grądami, za co został odznaczony Orderem Marii Teresy.
Na cmentarzu pochowano:
- 445 żołnierzy austro-węgierskich, poległych w sierpniu i wrześniu 1914 roku w czasie ataku na pozycje rosyjskie oraz kontrataku Rosjan oraz w 1915 roku
- 436 żołnierzy rosyjskich poległych w tym samym czasie
- 57 żołnierzy niemieckich poległych w 1915 roku.

## Bibliografia

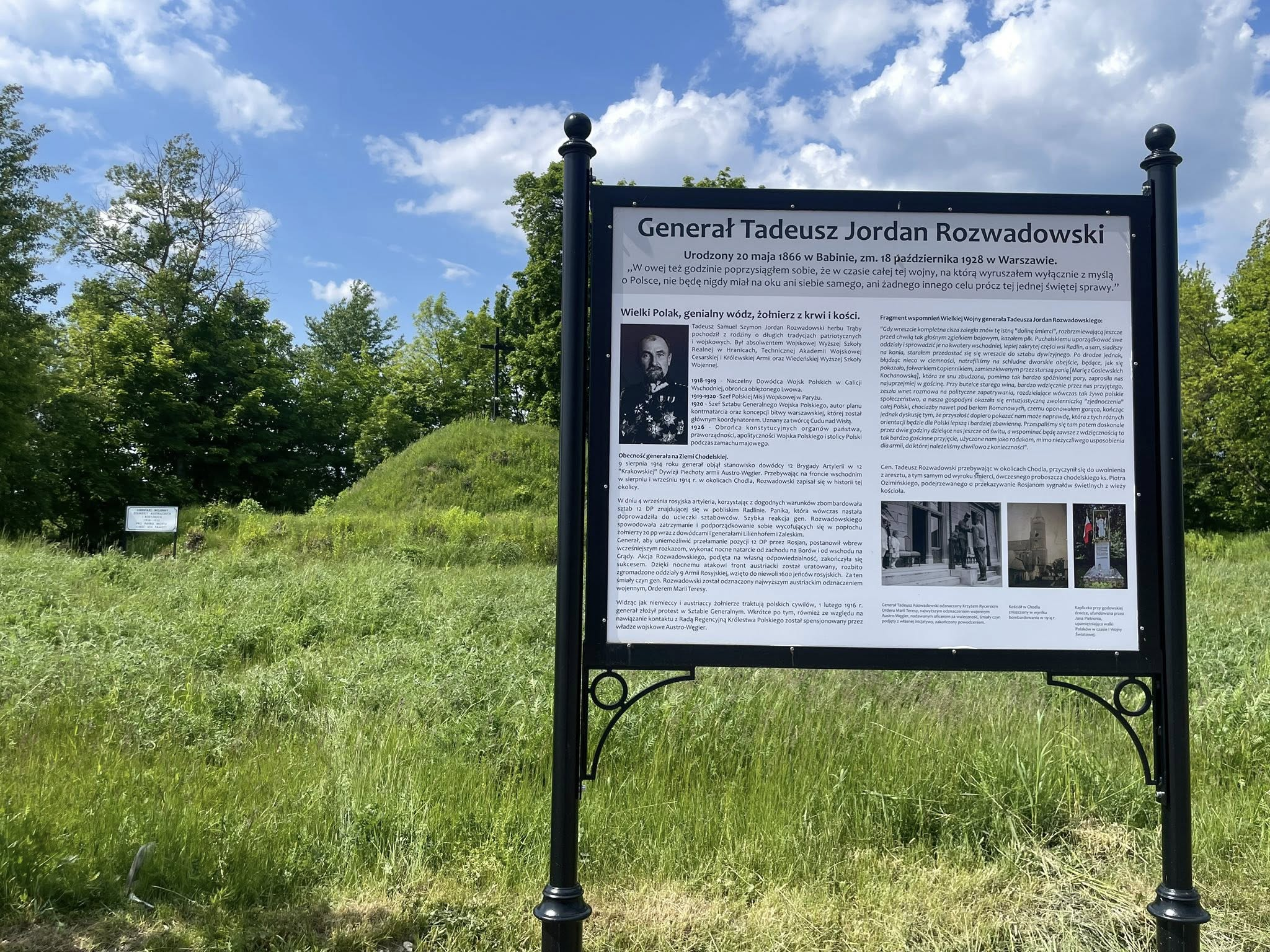
Cmentarz wojenny w Chodlu. Fotografia wykonana w maju 2025 r.